# 利安·阿刚·萨普特拉
利安·阿刚·萨普特拉（1990年6月25日—），印尼男子羽毛球運動員，專長雙打項目。他曾与穆罕默德·阿赫桑赢得世界羽毛球錦標賽男雙亚军。

## 簡歷
2011年4月，利安·阿刚·萨普特拉与安加·普拉塔玛出战印度羽毛球超級賽，在男双决赛以0比2（17-21、9-21）不敌赛会4号种子、日本的橋本博且/平田典靖，赢得亚军，创下在超级赛的最佳成绩。接着8月，他与安加·普拉塔玛出战越南羽毛球大獎賽，在男双决赛以2比1（21-12、16-21、21-19）力克新加坡的丹尼·巴瓦·克里斯南塔/查特·奇雅加特，夺得其首个国际赛冠军。
2012年4月，利安·阿刚·萨普特拉与安加·普拉塔玛出战澳洲羽毛球黃金大獎賽，在男双準决赛以1比2（21-15、14-21、11-21）不敌赛会6号种子、同胞的马尔基斯·基多/亨德拉·塞蒂亚万。同期4月，他与安加·普拉塔玛出战印度羽毛球超級賽，在男双準决赛以1比2（15-21、22-20、15-21）不敌泰国的博丁·伊沙拉/玛尼蓬·宗集。同年9月，他与安加·普拉塔玛出战印度尼西亞羽毛球黃金大獎賽，在男双决赛以0比2（13-21、9-21）不敌赛会3号种子、韩国的金基正/金沙朗，赢得亚军。同年10月，他与安加·普拉塔玛出战中華台北羽球公開賽，在男双决赛以0比2（12-21、14-21）不敌赛会2号种子、马来西亚的查基利/法魯茲祖安，赢得亚军。
2013年4月，利安·阿刚·萨普特拉与安加·普拉塔玛出战澳洲羽毛球黃金大獎賽，在男双决赛以2比0（22-20、21-19）力克赛会5号种子、队友的穆罕默德·阿赫桑/亨德拉·塞蒂亚万，赢得冠军。随后8月，他參加中國廣州舉行的世界羽毛球錦標賽，與安加·普拉塔玛以10號種子身分出戰男子雙打項目。他們首圈輪空，第二圈先以2比0力克英格蘭/蘇格蘭組合晉級；第三圈面對7號種子、中國組合刘小龙、邱子瀚，亦以2比0（21-19、21-15）勝出；但至半準決賽，他們終以1比2（13-21、21-11、17-21）不敵3號種子、丹麥的玛蒂亚斯·鲍伊/卡斯腾·摩根森，8強止步。同年9月，他与安加·普拉塔玛出战印尼羽毛球黃金大獎賽，在男双决赛以2比1（17-21、21-15、21-16）击败了队友的罗纳德·亚历山大/西华努斯·盖尔，赢得冠军。
2014年1月，利安·阿刚·萨普特拉与安加·普拉塔玛出战馬來西亞羽毛球首要超級賽，在男双準决赛以1比2（25-23、13-21、20-22）不敌东道主的吴伟申/林钦华。同年6月，他与安加·普拉塔玛出战日本羽毛球超級賽，在男双準决赛以0比2（16-21、14-21）不敌赛会5号种子、韩国强档的李龍大/柳延星。
2015年9月，利安·阿刚·萨普特拉与新搭档的贝里·安格里亚万出战印尼羽毛球國際挑戰賽，在男双决赛以2比1（12-21、21-19、21-15）力克韩国的全棒澯/金大恩，夺得其首个国际赛的冠军。同年11月，他与贝里·安格里亚万出战澳門羽毛球黃金大獎賽，在男双决赛以0比2（20-22、14-21）不敌赛会2号种子、韩国的高成炫/申白喆。同年12月，他与贝里·安格里亚万出战印尼羽毛球大師賽，在男双决赛直落二局轻取中国组合，赢得国际黃金大獎賽的冠军。
2016年6月，利安·阿刚·萨普特拉与贝里·安格里亚万出战澳洲羽毛球超級賽，从首圈一路淘汰了三支马来西亚组合的M S I Zainal Abidin/M·A·再努丁、吳蔚昇/陳蔚強、古健傑/陳文宏；直到四强面对赛会6号种子、队友的安加·普拉塔玛/里奇·卡兰达·苏华迪以0比2（16-21、14-21）落败，首次打进超级赛的四强最好成绩。同年10月，他与贝里·安格里亚万出战泰國羽毛球黃金大獎賽，在男双决赛以1比2（17-21、21-14、21-18）力克日本的井上拓斗/金子祐樹，赢得冠军。同年11月，他与名将的穆罕默德·阿赫桑出战香港羽毛球超級賽，在男双準决赛以0比2（18-21、11-21）不敌赛会4号种子、丹麦强档的玛蒂亚斯·鲍伊/卡斯腾·摩根森，创下首次合作的最佳成绩。
2017年1月，他与穆罕默德·阿赫桑出战中國羽毛球首要超級賽，在男双决赛以3比1（8-11、11-7、11-4、11-7）击败了赛会2号种子、泰国的特拉武特·波提恩/南塔卡恩·耶特派颂，赢得开门红。同年11月，他与穆罕默德·阿赫桑出战中國羽毛球國際挑戰賽，在男双準决赛以0比2（20-22、12-21）不敌赛会2号种子、丹麦强档的玛蒂亚斯·鲍伊/卡斯腾·摩根森。

## 主要比賽成績
只列出曾進入準決賽的國際賽事成績：
| 年份   | 賽事                       | 公開賽級別 | 項目     | 搭檔                     | 成績   |
| ------ | -------------------------- | ---------- | -------- | ------------------------ | ------ |
| 2009年 | 印尼羽毛球國際挑戰賽       | 國際挑戰賽 | 男子雙打 | 安加·普拉塔玛            | 亞軍   |
| 2011年 | 印度羽毛球超級賽           | 超級賽     | 男子雙打 | 安加·普拉塔玛            | 亞軍   |
| 2011年 | 越南羽毛球大獎賽           | 大獎賽     | 男子雙打 | 安加·普拉塔玛            | 冠軍   |
| 2012年 | 澳洲羽毛球黃金大獎賽       | 黃金大獎賽 | 男子雙打 | 安加·普拉塔玛            | 準決賽 |
| 2012年 | 印度羽毛球超級賽           | 超級賽     | 男子雙打 | 安加·普拉塔玛            | 準決賽 |
| 2012年 | 印度尼西亞羽毛球黃金大獎賽 | 黃金大獎賽 | 男子雙打 | 安加·普拉塔玛            | 亞軍   |
| 2012年 | 中華台北羽球公開賽         | 黃金大獎賽 | 男子雙打 | 安加·普拉塔玛            | 亞軍   |
| 2013年 | 澳洲羽毛球黃金大獎賽       | 黃金大獎賽 | 男子雙打 | 安加·普拉塔玛            | 冠軍   |
| 2013年 | 紐西蘭羽毛球大獎賽         | 大獎賽     | 男子雙打 | 安加·普拉塔玛            | 冠軍   |
| 2013年 | 印度羽毛球超級賽           | 超級賽     | 男子雙打 | 安加·普拉塔玛            | 準決賽 |
| 2013年 | 印尼羽毛球黃金大獎賽       | 黃金大獎賽 | 男子雙打 | 安加·普拉塔玛            | 冠軍   |
| 2014年 | 馬來西亞羽毛球首要超級賽   | 首要超級賽 | 男子雙打 | 安加·普拉塔玛            | 準決賽 |
| 2014年 | 湯姆斯盃                   | 其他       | 男子團體 | －                       | 準決賽 |
| 2014年 | 日本羽毛球超級賽           | 超級賽     | 男子雙打 | 安加·普拉塔玛            | 準決賽 |
| 2015年 | 印尼羽毛球國際挑戰賽       | 國際挑戰賽 | 男子雙打 | 贝里·安格里亚万          | 冠軍   |
| 2015年 | 澳門羽毛球黃金大獎賽       | 黃金大獎賽 | 男子雙打 | 贝里·安格里亚万          | 亞軍   |
| 2015年 | 印尼羽毛球大師賽           | 黃金大獎賽 | 男子雙打 | 贝里·安格里亚万          | 冠軍   |
| 2016年 | 亞洲羽毛球團體錦標賽       | 其他       | 男子團體 | －                       | 冠軍   |
| 2016年 | 澳洲羽毛球超級賽           | 超級賽     | 男子雙打 | 贝里·安格里亚万          | 準決賽 |
| 2016年 | 泰國羽毛球黃金大獎賽       | 黃金大獎賽 | 男子雙打 | 贝里·安格里亚万          | 冠軍   |
| 2016年 | 香港羽毛球超級賽           | 超級賽     | 男子雙打 | 穆罕默德·阿赫桑          | 準決賽 |
| 2017年 | 中國羽毛球國際挑戰賽       | 國際挑戰賽 | 男子雙打 | 穆罕默德·阿赫桑          | 冠軍   |
| 2017年 | 世界羽毛球錦標賽           | 其他       | 男子雙打 | 穆罕默德·阿赫桑          | 亞軍   |
| 2017年 | 中國羽毛球首要超級賽       | 首要超級賽 | 男子雙打 | 穆罕默德·阿赫桑          | 準決賽 |
| 2018年 | 亞洲羽毛球團體錦標賽       | 其他       | 男子團體 | －                       | 冠軍   |
| 2018年 | 新加坡羽毛球公開賽         | 超級500賽  | 男子雙打 | 安加·普拉塔瑪            | 準決賽 |
| 2018年 | 印尼邦加勿里洞羽毛球大師賽 | 超級100賽  | 男子雙打 | 弗蘭基·維加亞·普特拉     | 準決賽 |
| 2019年 | 越南羽毛球國際挑戰賽       | 國際挑戰賽 | 男子雙打 | 凯纳斯·阿迪·哈迪安托     | 冠軍   |
| 2019年 | 印尼羽毛球國際挑戰賽       | 國際挑戰賽 | 男子雙打 | 凯纳斯·阿迪·哈迪安托     | 準決賽 |
| 2019年 | 印尼羽毛球國際挑戰賽       | 國際挑戰賽 | 混合雙打 | 蒂亚拉·罗萨莉娅·努莱达赫 | 亞軍   |
| 2022年 | 印尼羽毛球國際挑戰賽       | 國際挑戰賽 | 男子雙打 | 贝里·安格里亚万          | 亞軍   |
| 2023年 | 印尼羽毛球國際挑戰賽       | 國際挑戰賽 | 男子雙打 | 贝里·安格里亚万          | 冠軍   |
| 2023年 | 加拿大羽毛球國際挑戰賽     | 國際挑戰賽 | 混合雙打 | 塞麗娜·卡尼              | 冠軍   |
| 2024年 | 加拿大羽毛球國際挑戰賽     | 國際挑戰賽 | 男子雙打 | Danang Dwi Septiadi      | 準決賽 |

| 2007-2017年 | 首要超級賽 | 超級賽 | 黃金大獎賽 | 大獎賽 | 國際挑戰賽 | 國際系列賽 | 未來系列賽 | 其他 |

| 2018-2026年 | 總決賽 | 超級1000賽 | 超級750賽 | 超級500賽 | 超級300賽 | 超級100賽 | 國際挑戰賽 | 國際系列賽 | 未來系列賽 | 其他 |

### 奧運會和世錦賽參賽紀錄
|          | 搭檔            | 2013 | 2014 | 2015 | 2016 | 2017 |
| -------- | --------------- | ---- | ---- | ---- | ---- | ---- |
| 男子雙打 | 安加·普拉塔玛   | 8強  | 8強  | －   | －   | －   |
| 男子雙打 | 穆罕默德·阿赫桑 | －   | －   | －   | －   | 亞軍 |